# Kurduvadi
Kurduvadi é uma cidade  no distrito de Solapur, no estado indiano de Maharashtra.

## Geografia
Kurduvadi está localizada a 18° 05′ N, 75° 26′ L. Tem uma altitude média de 502 metros (1646 pés).

## Demografia
Segundo o censo de 2001, Kurduvadi tinha uma população de 22,773 habitantes. Os indivíduos do sexo masculino constituem 52% da população e os do sexo feminino 48%. Kurduvadi tem uma taxa de literacia de 74%, superior à média nacional de 59.5%: a literacia no sexo masculino é de 80% e no sexo feminino é de 67%. Em Kurduvadi, 13% da população está abaixo dos 6 anos de idade.